# 22402 Ґоші
22402 Ґоші (22402 Goshi) — астероїд головного поясу, відкритий 3 квітня 1995 року.
Тіссеранів параметр щодо Юпітера — 3,663.